# Jacinto Barquín
Jacinto Barquín (* 3. September 1915 auf Kuba) ist ein ehemaliger kubanischer Fußballspieler.

## Karriere

### Vereine
Barquín kam im Spieljahr 1935 für den Hauptstadtverein Fortuna SC Havanna in der Campeonato Nacional de Fútbol de Cuba, der höchsten Spielklasse im kubanischen Fußball zu Punktspielen, wie auch im späteren Verlauf in den Spieljahren 1937 und 1938 für Juventud Asturiana. In den Spieljahren 1947 und 1948 war er Spieler des Erstligisten CD Puentes Grandes, einem Stadtteilverein im Bezirk Plaza von Havanna, bevor er 1949 zu Juventud Asturian zurückkehrte.

### Nationalmannschaft
Nachdem die Nationalmannschaft Kubas in der Qualifikation für die Weltmeisterschaft 1934 in Italien in der Gruppe 11, für Nord- und Mittelamerika an der Nationalmannschaft Mexikos  in der Runde 2 gescheitert war, ereilte Barquín und seine Mannschaft das Glück – ohne ein Qualifikationsspiel bestritten zu haben – das erste Mal bei einer Weltmeisterschaft vertreten zu sein. Die US-amerikanische Nationalmannschaft, Mitbewerber in Gruppe A, verzichtete auf eine Spielaustragung gegen Kuba, sowie alle vier Nationalmannschaften, die in Gruppe B gesetzt waren. Zum Aufgebot für die WM-Endrunde gehörend, kam Barquín in drei Turnierspielen zum Einsatz. Im Achtelfinale, das mit 3:3 unentschieden gegen die Nationalmannschaft Rumäniens endete und im Wiederholungsspiel, das mit 2:1 gewonnen wurde, wie auch bei der 0:8-Niederlage gegen die kampflos und somit entspannt ins Viertelfinale gelangte Nationalmannschaft Schwedens.
Des Weiteren betritt er am 17. und 20. Juli 1947 die beiden Spiele der Gruppe A im Wettbewerb um die Nordamerikanische Meisterschaft, der von der North American Football Confederation organisiert wurde. Mit der 1:3-Niederlage gegen die Nationalmannschaft Mexikos und dem 5:2-Sieg über die US-amerikanische Nationalmannschaft schloss er diese mit seiner Mannschaft als Zweitplatzierter ab. Bei der zweiten Ausspielung im Jahr 1949 bestritt er vier Spiele und erzielte im dritten Spiel bei der 2:5-Niederlage gegen die US-amerikanische Nationalmannschaft mit dem Treffer zum 1:2 in der 42. Minute per Strafstoß sein einziges Länderspieltor; am Ende nahm er mit seiner Mannschaft den dritten Platz in der Nordamerikanischen Meisterschaft ein.

## Erfolge
- Zweiter und Dritter Nordamerikanische Meisterschaft 1947 und 1949
- Teilnehmer an der Weltmeisterschaft 1938